# Бой при Лонг-Айленд
Бой при Лонг-Айленд (англ. Howe vs D'Estaing) — серия малых столкновений между британской североамериканской эскадрой виконта Хау и французской эскадрой графа д’Эстена в ходе Американской войны за независимость. Несмотря на малый масштаб боёв, имела далеко идущие последствия для войны в американских водах.

## Предыстория
В мае 1778 года флагман североамериканской станции контр-адмирал Хау получил из Англии совет быть готовым к быстрой эвакуации Филадельфии и залива Делавэр. Его эскадра погрузила всё британское имущество, за исключением двухнедельного запаса для армии, и встала в устье залива. Ещё тогда, не имея конкретных сведений, адмирал считал вероятным внезапное появление в Америке французского флота, поэтому когда эвакуация действительно состоялась, было решено, что новый командующий Генри Клинтон поведёт армию по суше через Нью-Джерси, дабы не рисковать посадкой на корабли.
18 июня армия при помощи флота переправилась на левый берег реки Делавэр и начала 90-мильный марш в Нью-Йорк. На следующий день транспорты и корабли начали движение вниз по реке. Но из-за стеснённого фарватера, опасных глубин и противных ветров они достигли моря только 28 июня. 8 июля в устье Делавэр появилась тулонская эскадра д’Эстена. Он опоздал перехватить британцев на десять дней. Предусмотрительность британского адмирала и «везение» Клинтона отметили все, в том числе генерал Вашингтон:

Если бы переход длился обычное время, лорд Хау с боевыми кораблями и всеми транспортами в реке Делавэр неминуемо попался бы, и сэру Генри Клинтону понадобилось бы особенное … везение, чтобы избежать как минимум участи Бургойна.
Оригинальный текст (англ.)Had a passage of even ordinary length taken place, Lord Howe with the British ships of war and all the transports in the river Delaware must inevitably have fallen; and Sir Henry Clinton must have had better luck than is commonly dispensed to men of his profession under such circumstances, if he and his troops had not shared at least the fate of Burgoyne.

Кроме потери британской армии, подобный сценарий означал бы, что Нью-Йорк остаётся без прикрытия от атаки с моря. Учитывая, что это был важнейший опорный пункт британцев, и что д’Эстен имел на борту 7000 французских войск, Британия могла одним махом лишиться всех американских колоний. На деле же британская эскадра преградила д’Эстену путь в Нью-Йорк.

### Санди-Хук

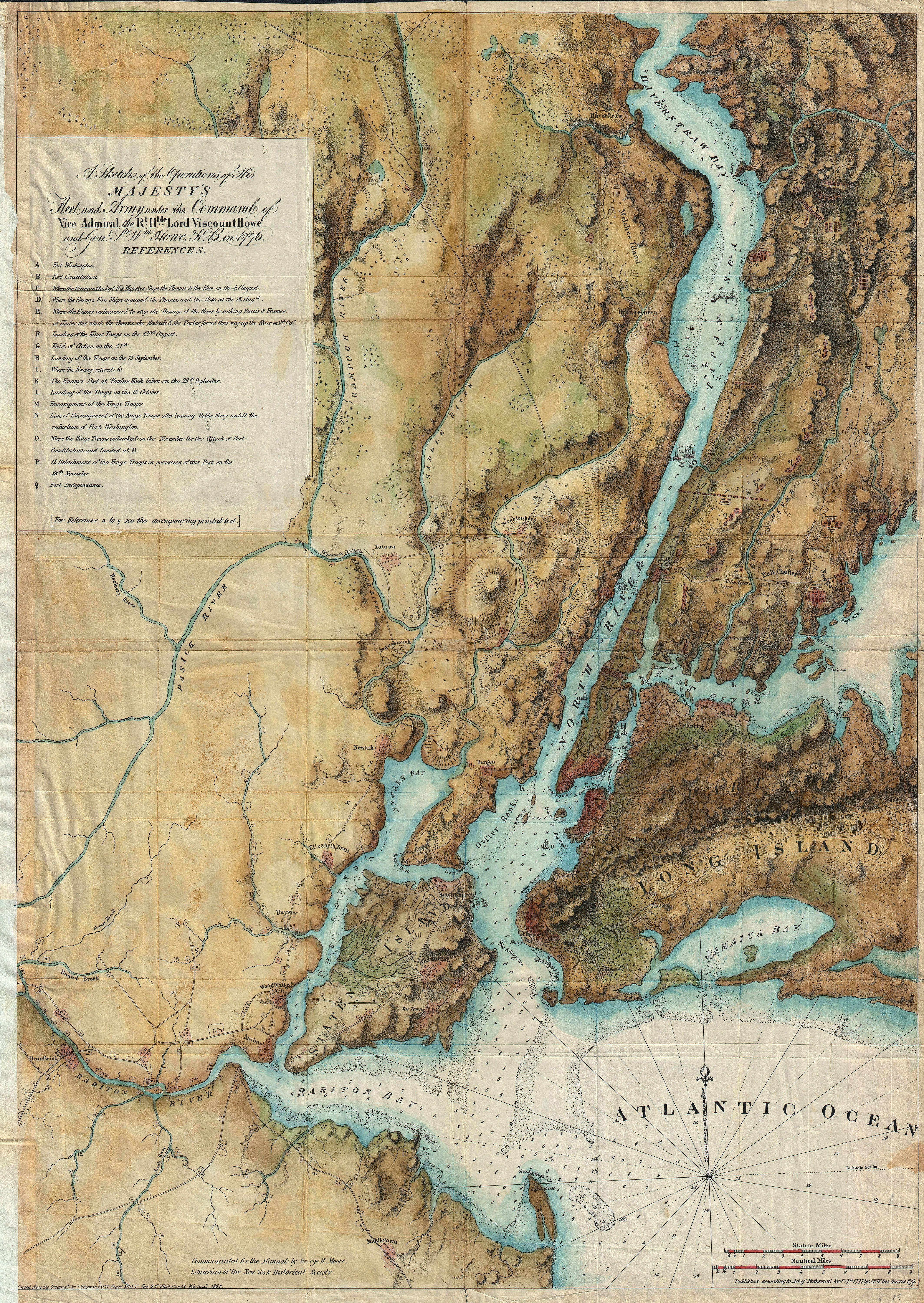
Британские операции вокруг Нью-Йорка, 1776. Санди-Хук внизу (глубины в фатомах).

Попутный ветер донёс эскадру и конвой от Делавэр до Санди-Хук за 48 часов. Утром 29 июня, на подходах к порту, Хау встретил пакетбот из Англии, который не только привёз известие о выходе французов из Тулона, но к тому же сообщил, что сам обнаружил их южнее, недалеко от берега, и ушёл от погони. Но этим опасность атаки только отдалилась; для её отвращения ещё многое предстояло сделать.
Адмирал принял быстрые и решительные меры, которыми впоследствии славился ещё не раз. Он выслал в море дозоры, в достаточном количестве, чтобы доносить новости о передвижениях д’Эстена, и одновременно не терять его из виду. Корабли из Нью-Йорка были выдвинуты к Санди-Хук, где и организована оборона. Клинтон, преследуемый по пятам Вашингтоном, прибыл к берегу южнее Санди-Хук 30 июня. Поскольку предыдущей зимой шторма размыли перешеек, превратив Санди-Хук в остров, флот навёл перемычку, по которой армия 5 июля перешла на остров, откуда её перевезли в город.
В тот же день один из крейсирующих кораблей обнаружил д’Эстена у берегов Вирджинии; доклад достиг адмирала 7 июля. Ещё через два дня другой дозор принёс известие, что 8-го д’Эстен встал на якорь в устье Делавэр. Два дня, которые он провёл там, британский адмирал использовал для дальнейших приготовлений, в том числе послал уведомить об опасности своего преемника, вице-адмирала Байрона, о подходе которого уже знал. Несмотря на всю его энергию, приготовления были далеко не закончены, когда 11 июля пришёл третий дозор, с докладом о приближении французов. Тем же вечером они встали на якорь снаружи, в четырёх милях от острова. Хау поспешил расставить свои корабли по назначенным позициям, о чём уже инструктировал капитанов, чтобы они понимали его замысел.

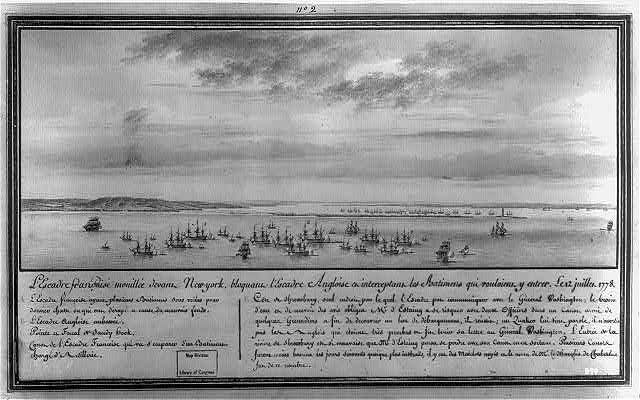
Французская (на первом плане) и британская (за косой) эскадры при Санди-Хук

Санди-Хук — узкая песчаная полоса, выдающаяся в море от берега Нью-Джерси — прикрывает внешнюю часть нью-йоркской гавани с моря. Основной (на то время) судоходный фарватер шёл примерно с востока на запад, вблизи мыса. На мысу адмирал и поставил все имеющиеся крепостные пушки, числом пять. Эта батарея стала правым флангом обороны. От неё на запад, по южной бровке фарватера, протянулась линия из 7 кораблей на якоре. Предвидя что французы будут входить в бухту с остовым ветром и с приливом, адмирал расположил корабли небольшим пеленгом к северу, чтобы они не закрывали друг другу обстрел подходов. Все кроме головного завели шпринги. При этом каждый завёл шпринг на отдельный верп, чтобы ориентировать корабль, просто подбирая или потравливая якорный. Таким образом, если бы наступающий противник выдержал продольный огонь (сам не имея возможности отвечать), они могли развернуться и продолжать бой борт к борту. Линия состояла из пяти 64-пушечных, одного 50-пушечного и одного вооружённого транспорта. Передовая линия из одного 50-пушечного и двух малых кораблей была выставлена сразу за баром, в 2−3 милях от мыса, с приказом вести продольный огонь в момент прохода противника, и затем отступить на мелководье, где их невозможно преследовать. Четыре галеры с таким же приказом стояли при входе, поперёк фарватера. Один 64-пушечный и несколько фрегатов были в резерве, в глубину от основной линии.
На перечисленных кораблях и держалась вся оборона Нью-Йорка. Ослабленные команды пополнились добровольцами с торговых судов и транспортов, некоторые патрулировали подходы на шлюпках, передавая сведения адмиралу. При этом многие рисковали, и часть действительно попали во французский плен.
Превосходство д’Эстена в силах (два 80-пушечных корабля, 6 74-пушечных, 3 64-пушечных, 1 50-пушечный, 4 фрегата) во многом уравновешивалось выгодной позицией британцев. Сумей французы навязать классический бой борт к борту, надежд оставалось мало. Но сначала им предстояло выдержать продольный огонь при сближении.
Между тем д’Эстен поддерживал связь с Вашингтоном, в том числе к нему прибыли несколько нью-йоркских лоцманов. Они заявили, что не берутся провести корабли через бар, так как его глубины при высокой воде не превышают 23 футов. Будь это правдой, лорд Хау не нуждался бы в столь тщательной обороне. Но средств как следует проверить это не было. Заверения лоцманов были приняты, после того как один лейтенант сделал пробный промер, и не нашёл ни одного места глубже 22 футов. Сочетание ветра от норд-оста и прилива 22 июля давало наибольшую высоту воды. Д’Эстен снялся с якоря, но сделал только демонстративное сближение, и проходить бар не рискнул.

В восемь утра… д’Эстен со всей эскадрой был на ходу. Он выбирался на ветер, как будто занимал положение для форсирования бара, когда позволит прилив. Ветер как нельзя более способствовал этому замыслу; дул с такого румба, откуда он мог нас атаковать в наивыгоднейших условиях. Прилив был в самой высокой точке, и после полудня глубина на баре стала тридцать футов. Мы, следовательно, ожидали самый горячий день в истории наших войн. С нашей стороны на карту было поставлено всё. Если бы боевые корабли были разбиты, флот транспортов неминуемо был бы уничтожен, и армия, разумеется, пала бы вместе с нами. Д’Эстен, однако, не нашёл в себе духа рискнуть; в три пополудни мы увидели, что он отвернул к зюйду, и через несколько часов скрылся из виду.
Оригинальный текст (англ.)At eight o'clock... d'Estaing with all his squadron appeared under way. He kept working to windward, as if to gain proper position for crossing the bar by the time the tide should serve. The wind could not be more favourable for such a design; it blew from the exact point from which he could attack us to the greatest advantage. The spring tides were at the highest, and that afternoon thirty feet on the bar. We consequently expected the hottest day that had ever been fought between the two nations. On our side all was at stake. Had the men-of-war been defeated, the fleet of transports and victuallers must have been destroyed, and the army, of course, have fallen with us. D'Estaing, however, had not spirit equal to the risk; at three o'clock we saw him bear off to the southward, and in a few hours he was out of sight.

Адмирал д’Эстен, не имевший недостатка в личной храбрости, профессионально проявил нерешительность. И тем упустил своё превосходство. После демонстрации он отошёл к югу, а 29 июля встал на якорь в 3 милях против залива Наррагансетт.

### Ньюпорт

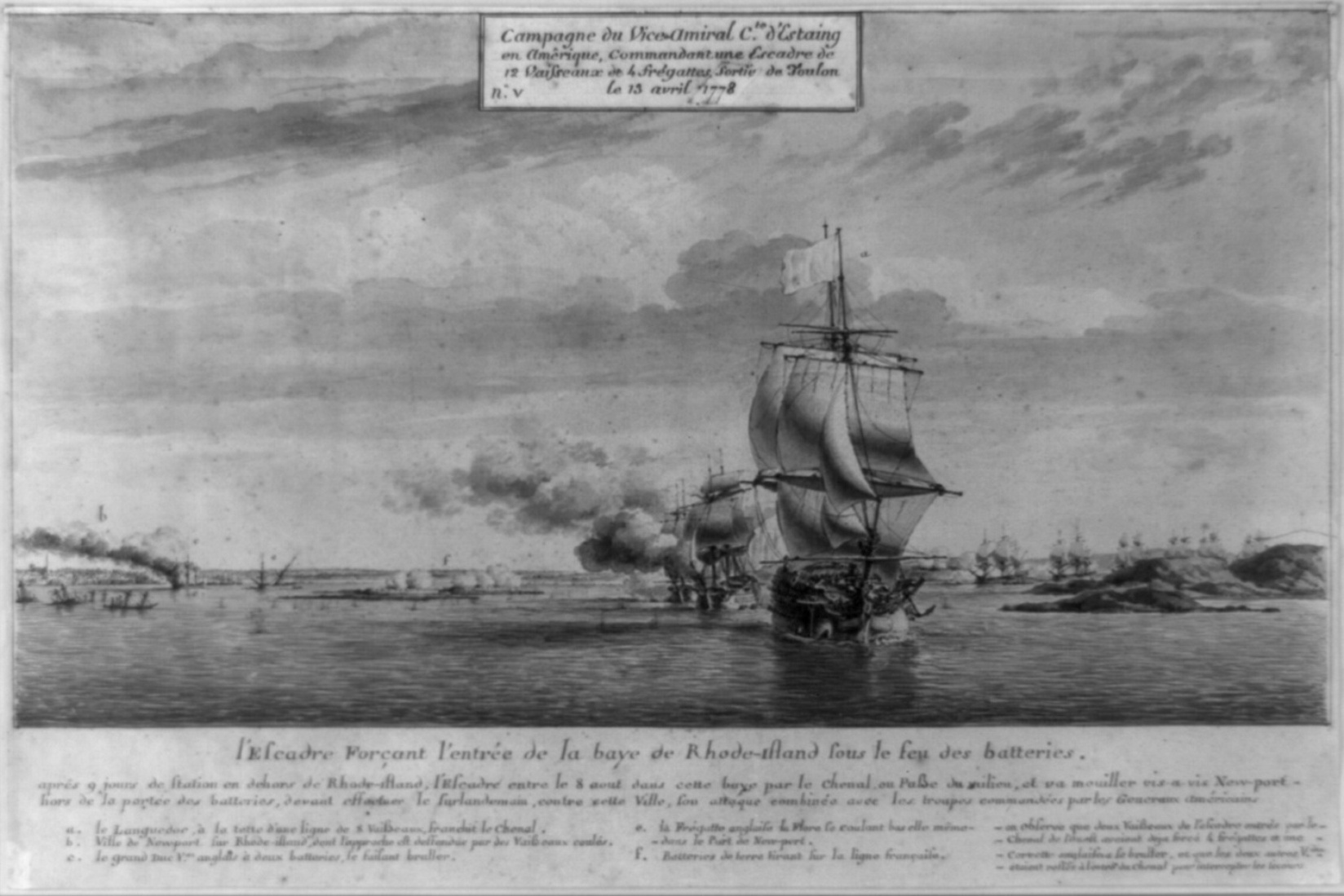
Вход французов в Ньюпорт-бэй 8 августа 1778. Пьер Озанн, рисунок 1778; пять британских фрегатов были уничтожены, но прибытие адмирала Хау, а затем шторм, помешали французам продолжить атаку.

Д’Эстен далеко превосходил любые силы флота, какие британцы могли собрать в этом районе. Благодаря этому инициатива осталась за ним.
Сначала он напал на бухту Ньюпорта. Занявшие оборону на якоре лёгкие британские корабли были полностью уничтожены: 8 августа д’Эстен, предварительно послав отряды к востоку (2 фрегата и корвет) и западу от острова (Сюффрен с 2 линейными), вошёл в бухту и взял британский фрегат. Остальные 4 фрегата (HMS Flora, HMS Juno, HMS Lark, HMS Orpheus, все 32-х пушечные) и шлюп HMS Falcon (16 пушек) были сожжены командами, чтобы избежать плена. Капитан Брисбен (англ. Brisbane) перешёл в Ньюпорте на последний оставшийся шлюп HMS Kingfisher, но и его постигла та же участь: перехваченный к востоку от Род-Айленд, он был сожжён командой. Уцелевшие моряки, артиллеристы и морские пехотинцы сошли на берег. Британцы эвакуировали все острова, кроме самого Род-Айленда и прикрывающего внутреннюю гавань островка Гот-Айленд. Французский Fantasque получил в процессе две пробоины от ядер, других потерь у французов не было.
Затем Вашингтон рассчитывал, что прибывшие французы, включая экспедиционный корпус Рошамбо, усилят его войска, пытавшиеся изолировать Нью-Йорк путём захвата Ньюпорта. Но д’Эстен всё время помнил свою главную цель — воевать не за американцев, а против англичан, нанося удары там, где это всего чувствительнее для Британии. Поэтому он не спешил высаживать войска.
10 августа американские планы потерпели первую неудачу, когда флот д’Эстена, стоявший в виду берега, вместо высадки снялся с якоря и покинул Род-Айленд, с намерением дать бой британскому флоту, появившемуся неподалёку. В результате американцам пришлось обходиться своими силами, штурм не удался, и Ньюпорт остался в британских руках до 1780 года.

## Маневрирование
Приготовления лорда Хау в Нью-Йорке не ограничивались только обороной гавани, и не прекратились с уходом французов. Он продолжал собирать силы флота, понимая что не может разбить д’Эстена, но теперь, в момент неустойчивого равновесия, может сковать его, и помешать вести дальнейшую кампанию.
Предварительные операции уже стоили ему 5 фрегатов и 2 шлюпов, не считая нескольких галер. Но 28 или 29 июля к нему прибыл из Галифакса HMS Raisonable с известием, куда перешли французы. По пути он едва избежал захвата, пройдя слишком близко от Род-Айленда. 26 июля из Вест-Индии пришёл HMS Renown, тоже с трудом просочившийся за кормой у французов. Наконец появились HMS Centurion из Галифакса и, 30 июля, HMS Cornwall. Этот последний, единственный 74-пушечный, шёл из Англии с Байроном, и первым из рассеянной штормом эскадры добрался до Нью-Йорка. Двумя кораблями из Галифакса адмирал был обязан распорядительности тамошнего коммодора. Как только тот узнал о появлении д’Эстена, то поспешил приготовить и отправить всё, чем мог поделиться.
1 августа, через 48 часов после прихода Cornwall, эскадра была готова к походу, и вице-адмирал попытался выйти. Но немедленно после его сигнала «выбрать якорь» ветер зашёл на встречный. Каждый день в высокую воду (единственное время, когда тяжёлые корабли могли пройти бар) заход ветра повторялся, и только утром 6 августа им удалось выйти.

Род-Айленд был настолько важен, и от судьбы столь большой части британской армии настолько зависело общее дело, что легко представить, адмирал не терял ни минуты в попытке оказать ему помощь.
Оригинальный текст (англ.)Rhode Island was of such importance, and the fate of so large a portion of the British army as formed the garrison was of such infinite consequence to the general cause, that it was imagined the Admiral would not lose a moment in making some attempt on their relief.

Он знал о том, что при Ньюпорте д’Эстен разделил силы, и надеялся этим как-то воспользоваться.
Хау появился у Род-Айленда 9 августа и встал на якорь у мыса Пойнт-Джудит, в 7 милях от входа в залив, после чего установил связь с гарнизоном. Он узнал о произошедших без него событиях, в том числе о том, что французы имеют достаточно высадочных средств для атаки на любую часть острова.
Его силы были больше, чем при Санди-Хук (семь 64-пушечных, один 74-пушечный, шесть 50-пушечных кораблей, не считая малых), но всё равно значительно уступали противнику. Даже получив некоторые подкрепления, адмирал всё же не был достаточно силён, чтобы дать бой.

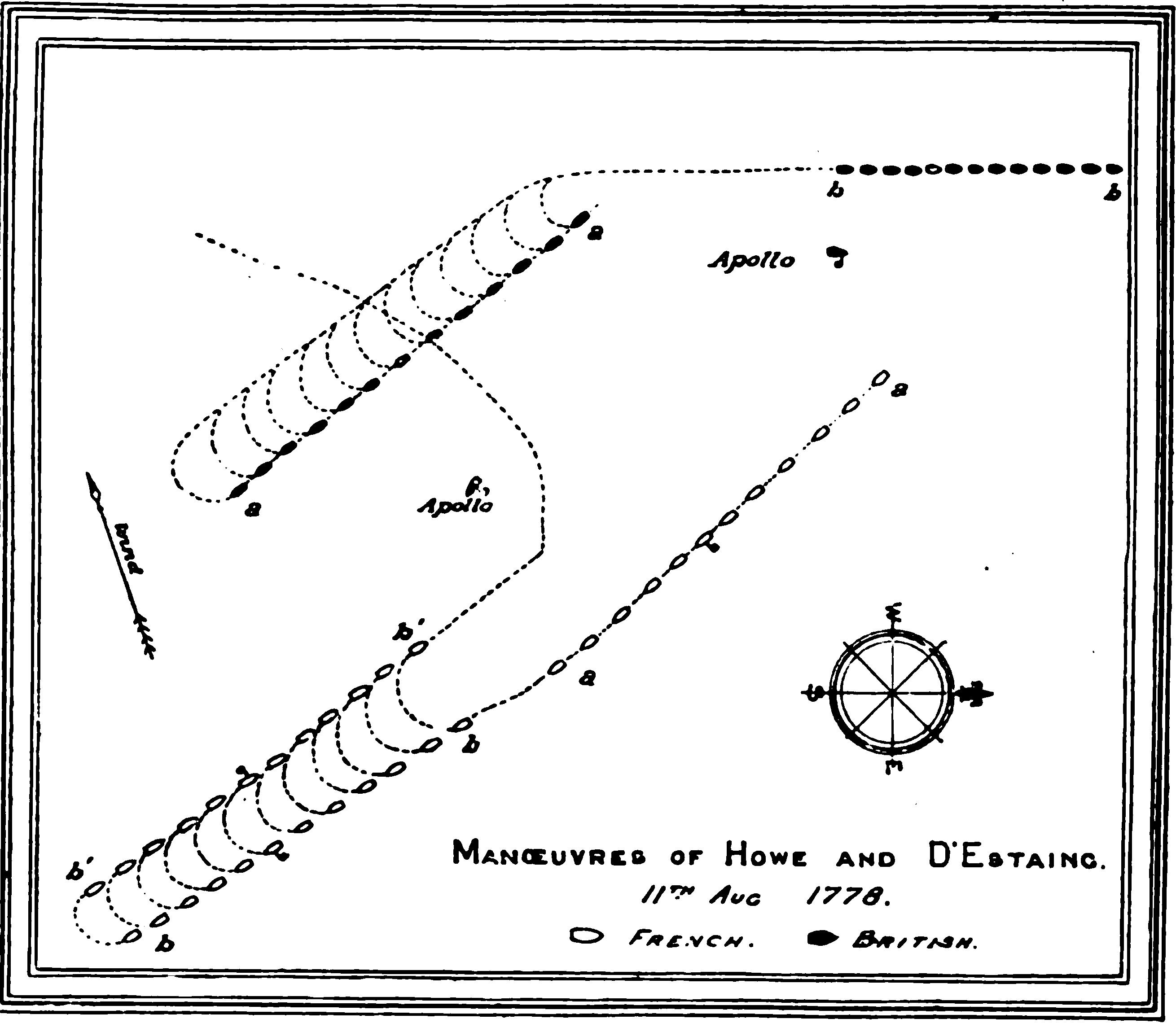
Хау против д Эстена (по Махану)

Узнав о появлении уступающей по силе эскадры, д’Эстен не захотел оставаться на месте. Французский коммодор Труд (фр. Troude) относит это на ощущение ненадёжной позиции, Лапейруз (фр. Lapeyrouse Bonfils) на желание сражаться. Так или иначе, само существование британского флота, ещё до вступления в бой, ослабило блокаду Ньюпорта.
Немедленно с появлением британцев даже те французы, что успели высадиться, были отозваны обратно на борт. На следующее утро в 7 часов задул сильный ветер от норд-оста, не характерный для позднего лета. Д’Эстен тут же вышел, причём так спешно, что приказал обрубить якорные. Через два часа он был в море, курсом в сторону противника.
Хау, разумеется, немедленно отступил; будучи слабее, он мог допустить бой только на своих условиях. Это означало главным образом положение с наветра, которое он рассчитывал выиграть, идя к югу, в ожидании что установится обычный для августа ветер от зюйда.
Сходную цель преследовал и французский адмирал: стремясь раздавить более слабого противника, он пытался атаковать с наветра. Однако в тот день морской бриз не пришёл. Несмотря на весь опыт Хау, он не выиграл ветер. В течение ночи оба флота шли левым галсом, более или менее на юг. На рассвете 11 августа их взаимное положение было прежним — французы на северо-северо-восток от британцев. Ветер установился от ост-норд-оста (см. схему, поз. a-a).
Хау перенёс свой флаг с HMS Eagle (64) на фрегат HMS Apollo (см. схему), и с ним выдвинулся между двух флотов, чтобы лучше оценить ситуацию. Увидев, что выиграть ветер не удаётся, он скомандовал повернуть «все вдруг», затем восстановить линию на правом галсе, курсом на север. Французы продолжали движение на юго-восток под уменьшенными парусами. При этом их положение относительно британцев сдвинулось. В 6:00 утра они были точно с наветра, теперь же, к 4:00 пополудни оказались к востоку-юго-востоку, почти за кормой (поз. b-b). Расстояние между головными французами и концевыми британцами было, по оценке Хау, 2−3 мили.

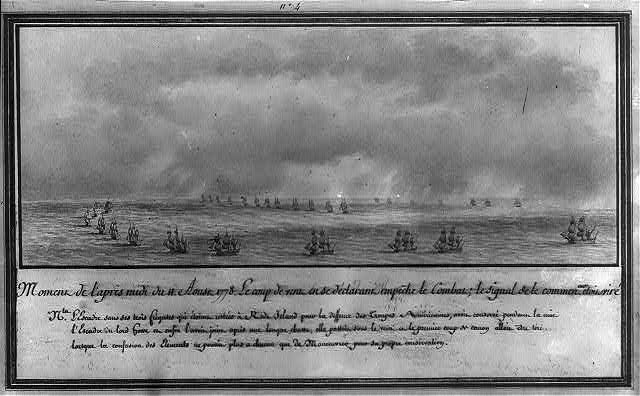
Хау против д Эстена 11 августа 1778: французы пытаются выиграть ветер; погода заметно ухудшается

Теперь уже д’Эстен повернул фордевинд на другой галс (поз. b'-b' ). Британский адмирал решил (насколько позволяла ухудшающаяся видимость), что противник намерен спускаться под ветер и атаковать. Это дало бы ему преимущество в использовании нижних батарей, так как он был обращён высоким, наветренным бортом к противнику, а у того нижние порты начало заливать увеличивающейся волной. Так как французы поместили в авангард самые тяжёлые корабли, он приказал Cornwall (74) перейти из центра в замыкающие, поменявшись местами с Centurion. Тут же последовал сигнал «сомкнуться к центру». Оставалось только ждать, когда французы покроют оставшееся расстояние, и завяжут бой с такой частью британского арьергарда, какую пожелает д’Эстен. Волна и ветер более благоприятствовали тяжёлым французским кораблям.
Однако последние вскоре отказались от своей попытки и «отвернули к зюйду, вероятно по погодным условиям которые, при сильно посвежевшем ветре, с частыми дождевыми шквалами, становились неблагоприятны для боя». К тому же час был слишком поздний, чтобы начинать бой в наступающей темноте и плохой погоде. С заходом солнца британцы шли под глухо зарифленными марселями, а волна была такая, что вице-адмирал не смог вернуться на Eagle.
Ветер ещё усилился, и тяжёлый шторм, продолжавшийся до вечера 13 августа, обрушился на район. От него пострадали оба флота. Шторм разбросал корабли и вызвал несколько аварий. Ночью 12 августа Apollo потерял фок-мачту, а грот-мачта дала трещину. На следующий день в виду у адмирала были только два линейных и три малых корабля. Когда ветер умерился, он перешёл на HMS Phoenix (44), а с него на Centurion, с которым «проследовал к югу и 15-го обнаружил десять линейных французской эскадры, некоторые на якоре в море, примерно в 25 лигах от Кейп-Мэй». Оставив Centurion на позиции, чтобы предупреждать корабли Байрона, если таковые появятся, сам он ушёл и 17 августа присоединился к флоту при Санди-Хук, заранее назначенном месте рандеву. Многие корабли были повреждены, но главным образом несильно, и 22 августа флот снова вышел в поисках противника.

## Столкновения
Французы пострадали куда больше. Флагманский Languedoc потерял бушприт, следом за борт пошли мачты, сломался румпель, от чего корабль перестал слушаться руля. Marseillais потерял фок-мачту и бушприт.
После шторма разбросанные корабли обоих флотов завязали несколько дуэлей. Стоит напомнить, что адмирал Хау при этом не присутствовал и флотом не управлял. Тем не менее, его капитаны не колеблясь вступали в бой с более сильным противником. Во всех случаях погодные условия были в пользу более лёгких кораблей, и состояние их было лучше.

### HMS PrestonпротивMarseillais

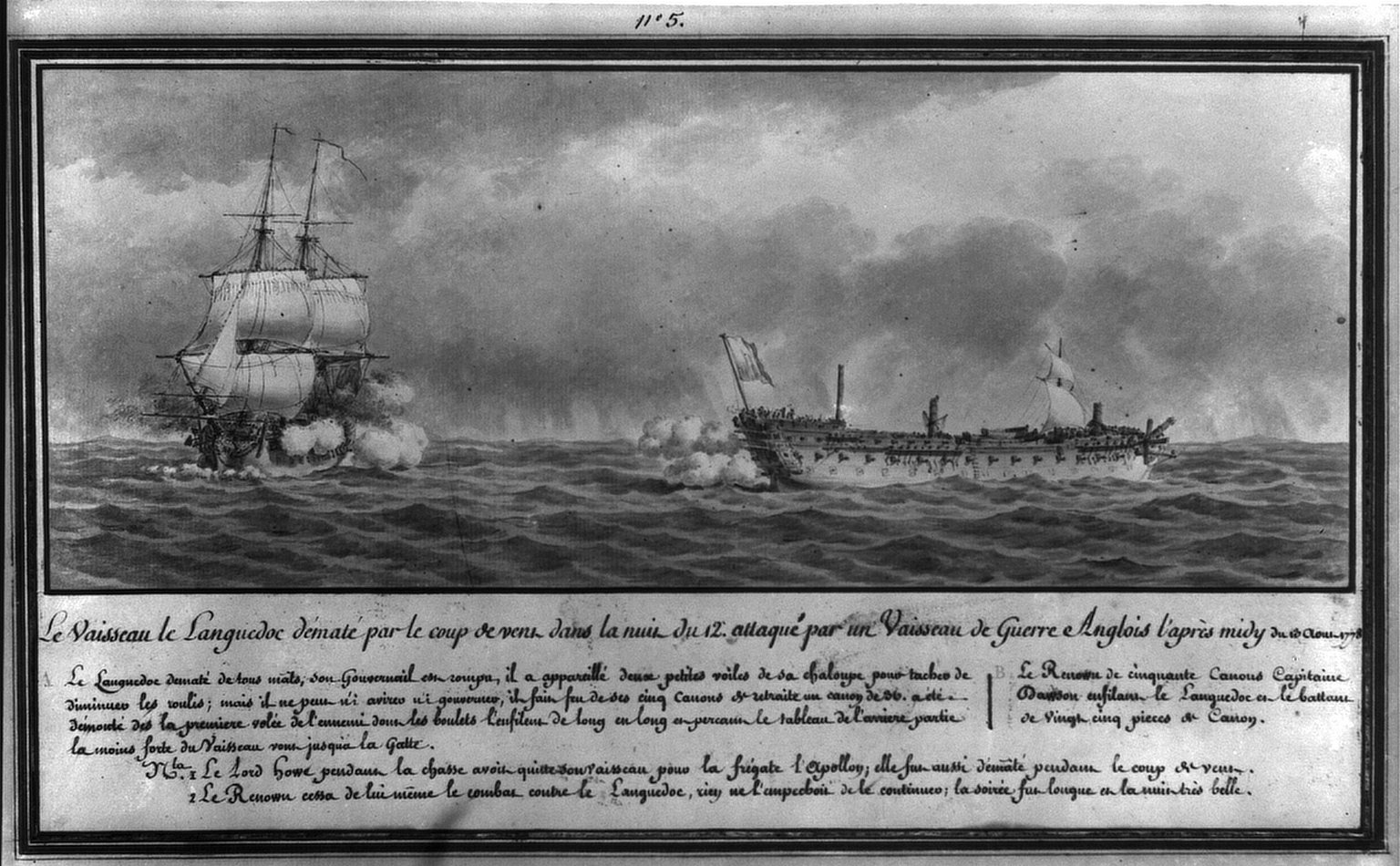
80-пушечный Languedoc (справа) против HMS Renown после шторма, 13 августа 1778

50-пушечный HMS Preston (коммодор Хотэм, капитан Апплби), обнаружил и атаковал повреждённый Marseillais (74 пушки). Британский корабль старался использовать ограниченную манёвренность противника, и обстреливать его с кормовых углов, при этом уклоняясь от ответных залпов. Каждый манёвр означал выход из зоны обстрела, затем новое сближение. Так прошёл день, и Хотэм приостановил атаки, намереваясь возобновить их с рассветом. Наутро появились ещё французские корабли, и возможность была упущена.

### HMS IsisпротивCésar
74-пушечный César погнался за HMS Isis (50-пушечный, капитан Джон Рейнер). Последовал бой, в котором штурвал César был сбит, и он отступил. Французский капитан потерял руку. При этом в виду находились ещё два британца, включая один линейный. Бой окончился вничью, но обе стороны в результате объявили, что одержали верх. César ушёл, и нашёл свою эскадру последним, только 30 августа.

### HMS RenownпротивLanguedoc
Самым многообещающим было столкновение 13 августа между HMS Renown (50, временный капитан Джордж Доусон) и флагманом д’Эстена, Languedoc (80). Этот последний, лишившись всех мачт и неся только временный фок, не мог свободно маневрировать. Renown галс за галсом упорно лавировал у него под кормой, методично обстреливая всем бортом, тогда как противник мог отвечать только из ретирадных пушек. Стоя перед выбором: пойти ко дну или сдаться, д’Эстен в предвидении плена приказал выбросить за борт секретные бумаги и карты. Его спасло только появление других французов.

## Итоги и последствия

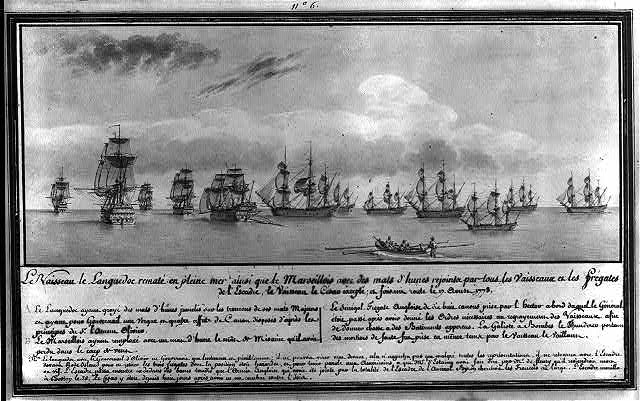
Французский флот 17 августа, после шторма. Languedoc (пятый слева) под временными мачтами, виден временный руль, сделанный из запасной стеньги. Marseillais (пятый справа) по-прежнему без фок-мачты. César отсутствует.

Закончив временный ремонт на стоянке у Кейп-Мэй, французы опять направились к заливу Наррагансет. На переходе, 18 августа, их обнаружил флагман Байрона. Затем они загнали HMS Experiment, посланный на рекогносцировку Наррагансета, в Лонг-Айленд Саунд, и он смог вернуться в Нью-Йорк только через Ист-Ривер, первым среди крупных кораблей пройдя этим путём.
20 августа д’Эстен связался с американским генералом Салливаном, осаждавшим Ньюпорт, но только чтобы сообщить, что понесённые повреждения вынуждают его идти в Бостон для ремонта. Продолжаются споры, правильное это было решение или нет, но его последствия для Ньюпорта несомненны. Из рапорта генерала Пигота к Хау:

Мятежники придвинули свои батареи на тысячу пятьсот ярдов к британским укреплениям. Он не проявляет беспокойства о каких-либо попытках перед фронтом, но появление французского флота могло всё изменить; могли высадиться войска и зайти ему в тыл; в этом случае, он не отвечает за последствия.
Оригинальный текст (англ.)The rebels had advanced their batteries within fifteen hundred yards of British works. He was under no apprehensions from any of their attempts in front; but, should the French fleet come in, it would make an alarming change. Troops might be landed and advnced in his rear; and in thet case he could not answer for the consequences.

Невзирая на призывы Салливана остаться, на следующий день д’Эстен ушёл в Бостон, и достиг его 28 августа. В ту же минуту, как Хау узнал о возвращении д’Эстена к Род-Айленду, он вышел в море. Он имел столько же кораблей, что раньше, только пришедший с Байроном HMS Monmouth (64) заменил повреждённый Isis. Ещё не дойдя до Род-Айленда, он узнал, что французы ушли в Бостон. Британский адмирал надеялся, что французы пойдут мористее Джорджес-банк, и он сможет перехватить их, пройдя коротким путём под берегом. Но его постигло разочарование. 31 августа он появился в виду Бостона. Но за эти три дня французы выстроили укрепления для защиты гавани, и вооружили их 49 пушками и 6 мортирами, и французский флот «не боялся атаки, а с нетерпением ожидал её». Французы занимали слишком сильную позицию, чтобы их атаковать. Отходом французов в Бостон американская кампания 1778 года завершилась.
Хау, согласно приказу Адмиралтейства, сдал командование Байрону и ушёл в Англию. Д’Эстен не возобновил блокаду Ньюпорта а, уходя от зимних штормов и выполняя свою главную задачу, 4 ноября пошёл в Вест-Индию. Взять Ньюпорт американцам, как уже сказано, не удалось.
Оба адмирала подверглись критике — д’Эстен (вместе с Рошамбо) в Бостоне, а Хау дома. При этом причины были разные. Если французский адмирал подвёл своего союзника и не смог уничтожить слабейшего противника, то Хау вменяли неспособность добиться явной победы.
В прессе выступил некий морской офицер, перешедший на кабинетную должность в Адмиралтействе. Он пытался доказывать, что североамериканская эскадра была сильнее противника, и рисовать адмирала как некомпетентного, неспособного дать решительный бой. В качестве аргументов он, например, приводил суммарное число пушек британской эскадры, и указывал, что их было больше, чем у французов. При этом он игнорировал их калибры, вес залпа, и тот факт, что даже множество мелких кораблей не соперник одному крупному.
Для дилетантов, которых по определению большинство среди политиков и журналистов, его аргументы могли показаться убедительны. Для дилетантов, подогретых политически, это звучало истиной, о чём свидетельствуют ориентированные на тори газеты того периода.
При этом пресса и правительство, особенно Первый лорд Сэндвич, забывали, что держали североамериканскую эскадру в колониях два года, без поддержки верфей, что лично Сэндвич отказал ему в подкреплениях, что адмирал воевал против сильнейшего и свежего противника.
И без того оскорблённый назначением новой комиссии по переговорам с Конгрессом, он изложил свою позицию в открытом письме и удалился от службы до смены правительства в 1782 году.

## Выводы

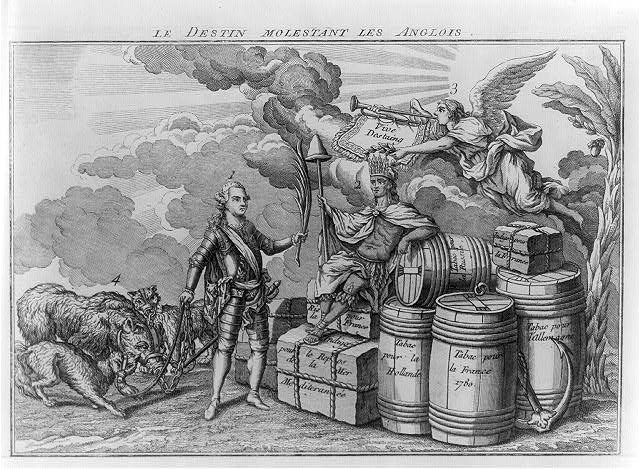
Le Destin molestant les Anglois, карикатура, ок. 1780. Игра слов: Destin звучит так же, как d’Estaing (д’Эстен)

Оценка боевых действий при Лонг-Айленде их современниками разительно отличается от более поздней. Французы-современники всячески «поднимали на щит» д’Эстена (см. иллюстрацию). Это неудивительно: его поход знаменует радикальную перемену в Американской войне за независимость: вступление в неё Франции, создание ею нового театра военных действий, захват инициативы. На тот момент всеобщие ожидания были таковы, что французский флот вот-вот разобьёт британский, и быстро закончит кампанию и войну заодно. Возмущение д’Эстеном американцев списывали со счетов. Только со временем выявилось, что под Нью-Йорком проявились некоторые мелочи, которые оказались критичны для дальнейшей войны. Позже, к концу двухлетней кампании в Америке, по возвращении домой, д’Эстен уже ощутил недовольство страны, и счёл нужным оправдываться.
Наоборот, в Британии немедленно и во весь голос зазвучали заявления, что Ричард Хау не справился с командованием. Фоном для них была память о громких победах предыдущей войны, политические склонности спорщиков и особенно — свежий раздор, возникший из-за итогов другого боя, произошедшего в июле у острова Уэссан. Его неопределённый исход создал атмосферу поиска виновных.
Критики оставили без внимания некоторые факты: адмирал Хау сохранил эскадру и удержал Нью-Йорк. Более того, он предотвратил его изоляцию, заставив французов отказаться от попытки взять Ньюпорт. Благодаря этому уцелела и армия. Он защитил пути из Америки в Европу, благодаря чему британская армия не только снабжалась по-прежнему, но на театр пришёл Байрон с гораздо бо́льшими силами. Что самое главное, британцы избежали быстрого разгрома, война перешла в затяжную. Всего этого он добился при недостатке сил, и выполняя попутно массу других задач. В его условиях, когда пришлось воевать в меньшинстве, это означало не столько одержать победу, сколько не допустить победы противника.
Он не позволял себе ни колебаться перед лицом более сильного противника, ни наоборот успокаиваться на достигнутом, когда опасность несколько отступила. В момент кризиса он показал ясное и совершенно последовательное понимание основной задачи, а именно, что его флот призван не давать сражения сами по себе, а охранять британские колонии и влиять на исход войны в целом. Его успех несомненно разделили бы его подчинённые.
Но вместо признания он нашёл дома критику. Чувство самосохранения толкнуло правительство, перед лицом неудач, отдать его за себя. Его роль была переоценена только позже, когда отступили сиюминутные соображения. Первый подробный разбор был сделан в 1890 году. Вслед за этим и другие авторы стали указывать главные черты адмирала — быстроту восприятия, внимание к деталям и доскональное знание своей профессии. Его талант проявлялся лучше всего в трудный момент. Британия могла только пожелать, чтобы подобные качества имели адмиралы при Чесапике или острове Уэссан.

## Силы сторон
| Британская эскадра | Британская эскадра                                    | Британская эскадра | Британская эскадра               | Французская эскадра | Французская эскадра   | Французская эскадра            | Французская эскадра | Французская эскадра  |
| Корабль (пушек)    | Командир                                              | Экипаж             | Примечание                       | Корабль (пушек)     | Командир              | Примечание                     | Экипаж              | в том числе офицеров |
| ------------------ | ----------------------------------------------------- | ------------------ | -------------------------------- | ------------------- | --------------------- | ------------------------------ | ------------------- | -------------------- |
| Eagle (64)*        | Henry Duncan (1-й капитан) Roger Curtis (2-й капитан) | 522                | флагман, вице-адмирал Ричард Хау | Languedoc (80)      | Boulainvilliers       | флагман, вице-адмирал д’Эстен; | 875                 | 38                   |
| Trident (64)*      | Anthony James Pye Molloy                              | 517                | коммодор John Elliot             | Tonnant (80)        | Bruyères, commandant  | Breugnon, chef;                | 707                 | 22                   |
| Preston (50)       | Samuel Uppleby                                        | 367                | коммодор Уильям Хотэм            | César (74)          | Raymondis, commandant | Broves, chef                   | 793                 |                      |
| Cornwall (74)      | Timothy Edwards                                       | 600                |                                  | Zélé (74)           | Barras                |                                | 507                 | 17                   |
| Nonsuch (64)*      | Walter Griffith                                       | 500                |                                  | Hector (74)         | Moriès                |                                |                     |                      |
| Raisonnable (64)   | Thomas Fitzherbert                                    | 500                |                                  | Guerrier (74)       | Bougainville          |                                | 422                 | 22                   |
| Somerset (64)*     | George Ourry                                          | 500                |                                  | Marseillais (74)    | La Poype-Vertrieux    |                                | 606                 | 19                   |
| St. Albans (64)*   | Richard Onslow                                        | 500                |                                  | Protecteur (74)     | Apchon                |                                | 405                 | 14                   |
| Ardent (64)*       | George Keppel                                         | 500                |                                  | Vaillant (64)       | Chabert               |                                | 542                 |                      |
| Centurion (50)     | Richard Brathwaite                                    | 350                |                                  | Provence (64)       | Champorcin            |                                | 422                 | 14                   |
| Experiment (50)    | sir James Wallace                                     | 350                |                                  | Fantasque (64)      | Suffren               |                                | 432                 | 13                   |
| Isis (50)          | John Rayner                                           | 350                |                                  | Sagittaire (50)     | Rioms                 |                                |                     |                      |
| Renown (50)        | George Dawson (и. о.)                                 | 350                |                                  |                     |                       |                                |                     |                      |
| Вне линии          |                                                       |                    |                                  |                     |                       |                                |                     |                      |
| Phoenix (44)*      | Хайд Паркер                                           | 280                |                                  | Chimère (32)        | Saint-Cézaire         | фрегат                         | 240                 | 15                   |
| Roebuck (44)*      | Andrew Snape Hamond                                   | 280                |                                  | Engageante (26)     | Gras Préville         | фрегат                         |                     |                      |
| Venus (36)         | William Peere Williams                                | 240                | фрегат                           | Alcmène (26)        | Bonneval              | фрегат                         | 207                 | 11                   |
| Richmond (32)      | John Lewis Gidoin                                     | 220                | фрегат                           | Aimable (26)        | Saint-Eulalie         | фрегат                         | 240                 | 9                    |
| Pearl (32)         | John Linzee                                           | 220                | фрегат                           |                     |                       |                                |                     |                      |
| Apollo (32)        | Philemon Pownall                                      | 220                | фрегат                           |                     |                       |                                |                     |                      |
| Sphinx (20)        | Alexander Graeme                                      | 160                | post-ship                        |                     |                       |                                |                     |                      |
| Nautilus (16)      | коммандер John Becher                                 | 125                | шлюп                             |                     |                       |                                |                     |                      |
| Vigilant (20)      | коммандер Hugh Clobbery Christian                     | 150                | посыльное судно                  |                     |                       |                                |                     |                      |
| Strombolo          | коммандер Peter Aplin                                 | 45                 | брандер                          |                     |                       |                                |                     |                      |
| Sulphur            | коммандер James Watt                                  | 45                 | брандер                          |                     |                       |                                |                     |                      |
| Volcano            | коммандер William Henry King O’Hara                   | 45                 | брандер                          |                     |                       |                                |                     |                      |
| Thunder (8)        | коммандер Джеймс Гамбье                               | 80                 | бомбардирский корабль            |                     |                       |                                |                     |                      |
| Carcass (8)        | лейтенант Edward Edwards (и. о.)                      | 80                 | бомбардирский корабль            |                     |                       |                                |                     |                      |
| Philadelphia*      | лейтенант Paterson                                    |                    | галера                           |                     |                       |                                |                     |                      |
| Hussar*            | лейтенант sir James Barclay                           |                    | галера                           |                     |                       |                                |                     |                      |
| Ferrett*           | лейтенант Edward O’Bryen                              |                    | галера                           |                     |                       |                                |                     |                      |
| Cornwallis*        | лейтенант Spry                                        |                    | галера                           |                     |                       |                                |                     |                      |